# Термінал ЗПГ Дабхол
Термінал ЗПГ Дабхол – інфраструктурний об`єкт для прийому та регазифікації зрідженого природного газу, споруджений у центрі західного узбережжя Індії в штаті Махараштра.
Дефіцит природного газу, що виник у 2000-х роках внаслідок зростання споживання та стагнації видобутку (яка потім перейшла в доволі швидке падіння), в Індії вирішували шляхом розвитку потужностей з імпорту ЗПГ. Третім призначеним для цього терміналом став Дабхол, розташований у 340 км на південь від Мумбаї. Для зберігання імпортованого газу тут встановлено три резервуари по 160000 м3 кожен. Причал терміналу винесений у море на 1750 метрів для досягнення необхідних глибин та може обслуговувати газові танкери вантажомісткістю від 80000 до 140000 м3.
Основні роботи по спорудженню завершили вже у 2010 році, проте перша поставка пройшла лише у січні 2013-го. Однією з причин затримки було невирішене питання будівництва хвилеламу довжиною 2,3 км, без якого використання терміналу неможливе в період з червня по вересень. Строки спорудження хвилеламу кілька разів зсувались. В 2016 році оголосили про прийом тендерних пропозицій щодо об`єкту.
Без вирішення проблеми постійного функціонування та через недостатній розвиток газотранспортної мережі в 2015 році термінал Дабхол використовувався лише на 25% від своєї проектної потужності у 5 млн.т ЗПГ на рік.
Основним споживачем імпортованого блакитного палива має бути розташована неподалік ТЕС Дабхол, що може щорічно споживати до 2,1 млн тон ЗПГ. Також існує доступ до газопроводів Дабхол – Бенгалуру та Дахедж – Дабхол.
Термінал належить компанії Konkan LNG, найбільшим власником якої є газотранспортна компанія GAIL, яка в 2021 році збільшила свою частку до 84%.